# Robin and the 7 Hoods
Robin and the 7 Hoods (conocida en español como Cuatro gánsters de Chicago en España y Robin Hood de Chicago en Argentina, México y Venezuela) es una película estadounidense de 1964, dirigida por Gordon Douglas. Protagonizada por Frank Sinatra, Dean Martin, Sammy Davis Jr., Bing Crosby, Peter Falk, Barbara Rush y Edward G. Robinson en los papeles principales.
El guion está adaptado del clásico medieval Robin Hood, trasladado a la época en que se desarrollan los acontecimientos. El tema es el mismo: robar a los ricos para darlo a los pobres. En el título original, Robin and 7 Hoods este principio queda claro. La película también recibió el título de Robbo (nombre del protagonista), aunque finalmente se impuso el de Robin and the 7 Hoods.

## Argumento
Robbo es un gánster que dona parte de los beneficios que consigue con sus fechorías a un orfanato, para permitir que este pueda seguir en funcionamiento. En esta tarea, le ayudaran otros delincuentes.

## Reparto
- Frank Sinatra - Robbo
- Dean Martin - Little John
- Sammy Davis, Jr. - Will
- Bing Crosby - Allen A. Dale
- Peter Falk - Guy Gisborne
- Barbara Rush - Marian Stevens
- Edward G. Robinson - "Big Jim"
- Victor Buono – Alvin Potts, delegado del sheriff
- Robert Foulk - Sheriff Octavius Glick
- Chet Allen – Uno de los Hoods

## Nominaciones
La película obtuvo las siguientes nominaciones:
- Premio Oscar 1965: a la mejor música original (Jimmy Van Heusen y Sammy Cahn) por la canción My Kind of Town.
- Premio Oscar 1965: a la mejor música (Nelson Riddle).
- Premio Grammy 1965: a la mejor música original – cine (Sammy Cahn  y Jimmy Van Heusen).
- Premio Laurel de Oro 1965: a la mejor canción, 4º lugar (Jimmy Van Heusen y Sammy Cahn), canción My Kind of Town.; y mejor musical, 5º lugar.
- Premio WGA 1965: al mejor guion para musical estadounidense (David R. Schwartz)

## Comentarios
Esta película musical fue interpretada por algunos de los integrantes del llamado Rat pack, entre ellos Dean Martin, Frank Sinatra y Sammy Davis Jr.
Jimmy Van Heusen y Sammy Cahn compusieron las siguientes canciones originales para la película:
- "All for One and One for All".
- "Any Man Who Loves His Mother".
- "Bang! Bang!".
- "Don't be a Do-Badder".
- "Mr. Booze".
- "My Kind of Town".
- "Style".